# Husby (Nordland)
Pour les articles homonymes, voir Husby.
Husby est une localité de l'île de Tomma dans le comté de Nordland, en Norvège.

## Géographie
Administrativement, Husby fait partie de la kommune de Nesna.